# Волконский, Григорий Васильевич Веригин
Князь Григорий Васильевич Волконский Веригин — голова и воевода во времена правления Фёдора Ивановича.
Рюрикович, из 1-й ветви княжеского рода Волконских. Единственный сын князя Василия Петровича Волконского. Внук родоначальника ветви князей Волконские-Веригины — князя и воеводы Петра Васильевича по прозванию Верига (1515).

## Биография
Второй воевода, по царскому указу направлен к Белому морю освобождать Сумской острог, взятый шведами (1591).  Острог взял и отошёл в Соловецкий монастырь, откуда вторично напал на шведов, разбил их, и согласно летописи: "и вшед в их страну, великое учинил там разорение". В связи с крымской угрозою направлен с детьми боярскими и казаками вторым воеводой в Ливны (март 1595). Велено остаться воеводою в Осколе (1597), откуда вызван в Москву. Послан головою с мордвою и казаками против крымских татар к Щегловской засеке (1598).
Можно предположить, что он погиб в бою с татарами, потому что больше в исторических документах не упоминается, а в родословной росписи поданной в Палату родословных дел (1686) записано: "убит на службе".
По родословной росписи показан бездетным.